# Claude Stroud
Claude Stroud est un acteur américain né le 27 mars 1907 à Kaufman au Texas et décédé le 16 octobre 1985 à Santa Monica en Californie.

## Filmographie

### Cinéma
- 1933 : Ace of Aces : Second Lieutenant Carroll Winstead
- 1934 : Sing and Like It : un musicien
- 1936 : The Preview Murder Mystery : Monk Gibbons
- 1950 : J'ai tué Billy le Kid : Général Lew Wallace
- 1950 : La Vengeance de Frank James : Joe Mundy
- 1950 : Ma vie à moi : l'invité à la fête d'anniversaire
- 1950 : Train to Tombstone : Député Marshal
- 1950 : Border Rangers : Horace Randolph
- 1950 : Ève : le pianiste
- 1950 : Gare au percepteur : Herman Wertheim
- 1954 : Fille de plaisir : Hanagan
- 1955 : Mélodie interrompue : George le tenor
- 1955 : Les Pièges de la passion : Eddie Fulton
- 1958 : The Cry Baby Killer : Werner
- 1959 : The Rookie : Colonel Taylor
- 1960 : The Beatniks : le gérant de l'hôtel
- 1961 : Diamants sur canapé : Sid Arbuck
- 1963 : Mes six amours et mon chien (My Six Loves) de Gower Champion : Dr Miller
- 1963 : Promises! Promises! : Steward
- 1963 : The Man from Glaveston : Harvey Sprager
- 1964 : La mort frappe trois fois : le témoin au tribunal
- 1965 : Harlow, la blonde platine : un passager du bus
- 1965 : Never Too Late (en) : Don, le vieil ami
- 1967 : La Nuit des assassins : le photographe
- 1968 : Bague au doigt, corde au cou : Hall Satler
- 1968 : À plein tube : l'homme ivre
- 1969 : La Boîte à chat : le propriétaire d'un animal de compagnie
- 1971 : Skin Game : Fred
- 1971 : J W Coop : Tiny

### Télévision
- 1951 : Hollywood Theatre Time (1 épisode)
- 1951 : The Andrews Sisters
- 1954 : The Duke : Rudy Cromwell (13 épisodes)
- 1955 : Private Secretary (1 épisode)
- 1955-1963 : The Adventures of Ozzie and Harriet : Clifford, M. Van Schuyler et autres personnages (13 épisodes)
- 1959-1961 : Alfred Hitchcock présente : l'enquêteur et Lester Elleridge (2 épisodes)
- 1960 : The Lineup : Kranett (1 épisode)
- 1960 : Maverick : Henry (1 épisode)
- 1960 : Klondike : le barman (1 épisode)
- 1960-1961 : Peter Loves Mary : Joe Felton et M. Stanton (3 épisodes)
- 1960-1963 : Perry Mason : Bolton et Jeff Douglas (3 épisodes)
- 1961 : Sugarfoot : le batteur (1 épisode)
- 1962 : Le Monde merveilleux de Disney : Ben (1 épisode)
- 1962-1963 : Intrigues à Hawaï : M. Millford et Henry (2 épisodes)
- 1963 : Suspicion : Edgar Ogden (1 épisode)
- 1964 : Temple Houston : Murdock (4 épisodes)
- 1978 : The Ted Knight Show : Hobart Nalven (6 épisodes)
- 1979 : Alice : Happy Schuster (1 épisode)
- 1981-1983 : Jackie et Sara : Carl O'Neill, le boucher et le juge (3 épisodes)